# Суходревесные термиты
Суходревесные термиты (лат. Kalotermitidae) — семейство термитов, одно из трёх крупнейших среди этих общественных насекомых. Около 420 видов. Два вида (островные эндемики Glyptotermes scotti и Procryptotermes fryeri) внесены в Международный Красный список МСОП в статусе видов, находящихся на грани исчезновения .

## Описание
Среднего и мелкого размера термиты, половые особи 10—13 мм в длину, желтовато-коричневого цвета. Колонии этого семейства средних размеров, часто всего с несколькими тысячами рабочих. Матка откладывает около двенадцати яиц в день.

## Биология
Питаются сухой древесиной, которая практически не содержит влаги. В этот твердый субстрат они вгрызаются благодаря прочным мандибулам, армированным цинком.
Большинство существующих видов Kalotermitidae не могут добывать корм за пределами своего гнездового куска дерева. Вместо этого они образуют небольшие колонии на деревянных предметах, таких как мёртвые ветки на живых деревьях. В этих колониях все члены сохраняют свой репродуктивный потенциал и способность развивать крылья для расселения и создания новых колоний, за исключением солдат, которые постоянно остаются бесплодными и бескрылыми.
Калотермитиды, проявляющие способность к фуражировочной активности и добыче пищи, часто обитают в биомах, в которых обитает мало или совсем нет других видов термитов, таких как засушливые регионы (Longicaputermes, Paraneotermes и Neotermes chilensis), отдаленные острова (Neotermes rainbowii) (Waterhouse 1993) и высокогорные горы (Postelectrotermes militaris и Comatermes perfectus).

## Систематика
23 рода и около 450 видов. Филогенетические деревья, построенные на основе проведённого в 2022 году исследования митохондриального генома примерно 120 видов (что составляет около 27 % разнообразия калотермитид, включая представителей 21 из 23 родов) подтвердили филогении, ранее выведенные из ядерных ультраконсервативных элементов (полученных из подмножества из 28 видов). Обнаружено, что существующие калотермитиды имели общего предка 84 млн лет назад (75-93 млн лет назад), что указывает на то, что несколько расхождений между ранними расходящимися линиями калотермитид могут предшествовать распаду Гондваны. Тем не менее, большинство из примерно 40 расхождений между биогеографическими областями были датированы возрастом <50 млн лет назад, что указывает на то, что трансокеанские расселения, а в последнее время и расселения, опосредованные человеком, были основными движущими силами глобального распространения Kalotermitidae.
- Allotermes — Bicornitermes — Bifiditermes — Calcaritermes — Ceratokalotermes — Comatermes — Cryptotermes — Epicalotermes — Eucryptotermes — Glyptotermes — Incisitermes — Kalotermes — Lobitermes — Longicaputermes — Marginitermes — Neotermes — Paraneotermes — Postelectrotermes — Procryptotermes — Proneotermes — Pterotermes — Roisinitermes — Rugitermes — Tauritermes

## Значение
Kalotermitidae имеют значительное экономическое значение, поскольку треть инвазивных видов термитов составляют калотермитиды, включая некоторых из наиболее разрушительных вредителей, таких как Cryptotermes brevis.

## Распространение
Распространены практически на всех континентах. Kalotermitidae являются одними из наиболее широко распространенных линий термитов, встречающихся во всем мире между 45° северной и 45° южной широты.
Способность Kalotermitidae расселяться над водой хорошо иллюстрируется исследованиями фауны островов Кракатау, которые были полностью уничтожены извержением вулкана в 1883 году, а затем повторно заселены многочисленными видами Kalotermitidae в течение 100 лет. Способность к расселению Kalotermitidae связана с их образом жизни, поскольку они обычно гнездятся и питаются отдельными кусками дерева, которые могут плавать по океанам на таких мелких плотах. Kalotermitidae также способны производить вторичных репродуктивных особей, увеличивая вероятность того, что небольшие фрагменты колоний, переплывающие океаны в кусках дерева, будут размножаться по прибытии в новое место назначения. Эти черты также способствуют тому, что некоторые виды Kalotermitidae стали инвазивными, распространяясь с помощью антропогенного глобального переноса материала.

### Виды Европы
В Европе около 5 видов.
- Род Bifiditermes Krishna, 1961 — Канарские острова:
  - Вид Bifiditermes rogierae Hollande, 1982
- Род Cryptotermes Banks, 1906[13] — Европа:
  - Вид Cryptotermes brevis (Walker, 1853) — Италия
- Род Kalotermes Hagen, 1853 — южная Европа:
  - Вид Kalotermes dispar Grasse, 1938
  - Вид Kalotermes flavicollis (Fabricius, 1793)
  - Вид Kalotermes burmensis Poinar, 2009 — Крит

## Палеонтология
Известно несколько ископаемых родов и видов. В 2009 году было опубликовано описание одного нового вида Kalotermes burmensis Poinar, 2009 из янтаря Мьянмы, который относится к раннему мелу. У него удалось обнаружить, что содержимое кишечника включало 10 видов жгутиконосцев и одну амёбу. Это старейший известный случай симбиотических отношений между термитами и микроорганизмами, которые живут в их кишечнике.
- Род Electrotermes
  - Вид Electrotermes affinis (эоцен, балтийский янтарь)
  - Вид Electrotermes flecki (эоцен, уазский янтарь)
  - Вид Electrotermes girardi (эоцен, балтийский янтарь)
- Род Eotermes
  - Вид Eotermes grandeava (олигоцен, Германия)
- Род Proelectrotermes
  - Вид Proelectrotermes berendti (эоцен, Балтийский янтарь)
  - Вид Proelectrotermes fodinae (олигоцен, Колорадо, США)
  - Вид Proelectrotermes roseni (миоцен, Германия) (incertae sedis)
- Род Prokalotermes
  - Вид Prokalotermes hageni (олигоцен, Колорадо, США)
- Род Oligokalotermes
  - Вид Oligokalotermes fischeri (олигоцен, Франция)
- Род Valkyritermes
  - Вид Valkyritermes inopinatus (мел, бирманском янтаре, Мьянма)